# Чикечка Вас
Чикечка Вас (словен. Čikečka vas) — поселення в общині Моравське Топлице, Помурський регіон, Словенія. Висота над рівнем моря: 230 м.